# Ploudalmézeau
Ploudalmézeau (bret. Gwitalmeze) – miejscowość i gmina we Francji, w regionie Bretania, w departamencie Finistère.
Według danych na rok 1990 gminę zamieszkiwały 4874 osoby, a gęstość zaludnienia wynosiła 210 osób/km² (wśród 1269 gmin Bretanii Ploudalmézeau plasuje się na 86. miejscu pod względem liczby ludności, natomiast pod względem powierzchni na miejscu 422.).